# Antonio Squarcialupi

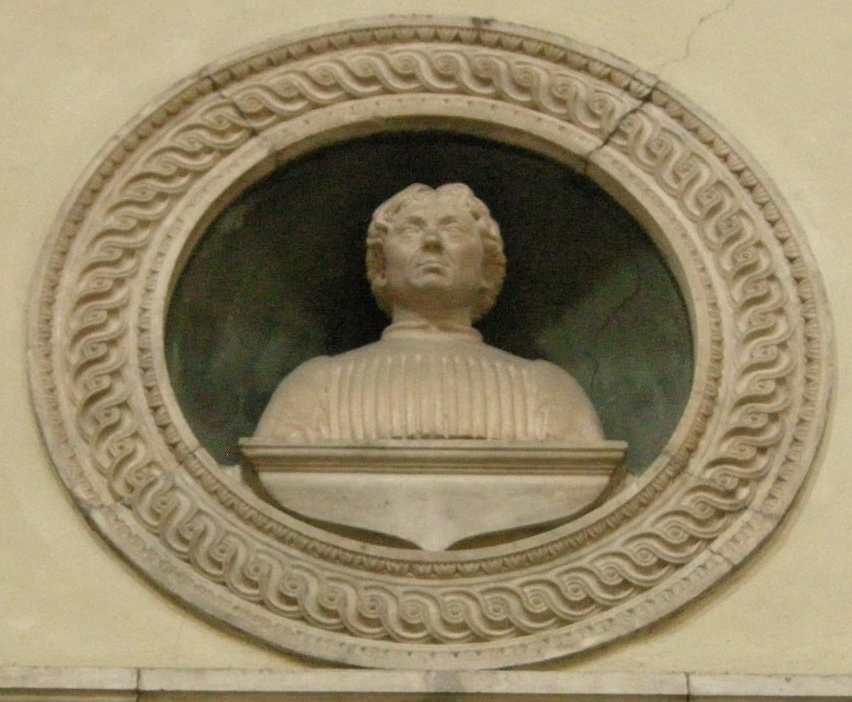
Büste von Antonio Squarcialupi, Werk von Benedetto da Maiano im Florenzer Dom

Antonio Squarcialupi (auch Sguarcialupi, Scharcialupi oder Antonio degli Organi; eigentlich Antonio del Besa; * 27. März 1416 in Florenz; † 6. Juli 1480 ebenda) war ein italienischer Organist und Komponist.

## Leben
Über das Leben Squarcialupis ist nicht viel bekannt, sein Wirken war in der damaligen Zeit aber von nicht geringer Bedeutung. Im Alter von 20 Jahren bekam er schon eine Anstellung als Organist im Florentiner Dom Santa Maria del Fiore, die er zeitlebens innehielt. Bald wurde er als „Meister der Orgel“ berühmt und erteilte seinem Begünstiger Lorenzo il Magnifico Musikunterricht. Nicht völlig geklärt ist die Frage, ob Heinrich Isaac Squarcialupis Schüler war. In manchen Quellen wird er auch als Orgelbauer bezeichnet.
Auch wenn von seinen Kompositionen nichts erhalten ist, so muss er doch die Musik der italienischen Frührenaissance stark beeinflusst haben: zum einen durch seine wohl sehr beliebten Orgelwerke, zum anderen durch seine herausragende Spielfertigkeit, die sich in seinem Rufnamen Antonio degli Organi widerspiegelt. In seinem Besitz war der nach ihm benannte Squarcialupi-Codex, in dem an die 350 weltliche Werke der damaligen Trecento-Musik – chronologisch und nach Komponisten geordnet – aufgeführt sind, und der eine der wichtigsten und umfangreichsten Quellen darstellt. Die Autorenschaft des Squarcialupi wird hierbei meistens angezweifelt, dies ist aber nicht sicher verbürgt.